# 신용거래
신용거래(信用去來)는 상품 거래의 지불 방법의 하나로, 제품의 인도 시 대금 지불을 하지 않고, 정해진 기일까지 나중에 지불 할 수 있는 거래를 말한다.